# Кожакент
Кожаке́нт (каз. Қожакент) — село у складі Жанакорганського району Кизилординської області Казахстану. Адміністративний центр та єдиний населений пункт Кожакентського сільського округу.
До 1997 року село називалось Міяли, в радянські часи — 23 Партз'їзд.
Населення — 3152 особи (2021; 3007 у 2009, 2747 у 1999, 2119 у 1989).